# Los tímidos visten de gris
Los tímidos visten de gris  es una película de Argentina en blanco y negro dirigida por Jorge Darnell según el guion de Jorge Masciangoli que fue producida en 1965 pero nunca fue estrenada comercialmente. Tuvo como protagonistas a Mario Giusti, Héctor Pellegrini, Lydia Lamaison y Tito Alonso.

## Sinopsis
El sencillo dueño de una tienda intenta suicidarse una y otra vez sin lograrlo.

## Reparto
- Mario Giusti
- Héctor Pellegrini
- Lydia Lamaison
- Tito Alonso
- Pascual Nacaratti
- Nora Cullen
- Beto Gianola
- Alfonso Pícaro
- Mario Savino